# Lyme-Borreliose
Die Lyme-Borreliose  oder Lymekrankheit (Aussprache [ˈlaɪ̯m…] nach der Stadt Lyme) ist eine Infektionskrankheit, die durch das Bakterium Borrelia burgdorferi ausgelöst wird. Menschen können durch den Stich einer Zecke infiziert werden, wenn diese zuvor ein infiziertes Tier gestochen hatte. In Deutschland wird Borreliose durch den Stich des Holzbocks übertragen.
Etwa einer von 100 Zeckenstichen führt zur Borreliose-Krankheit, die behandelt werden muss. Es werden zwei frühe und ein spätes Stadium der Krankheit unterschieden, die speziell die Haut, das Nervensystem, die Gelenke und das Herz betreffen:
1. früh lokalisiert (nach 3-30 Tagen): Wanderröte (zu 89 % als einzige Symptomatik), Borrelien-Lymphozytom (2 %)
2. früh disseminiert: wie 1. an verschiedenen Stellen, zudem Neuroborreliose (3 %), Lyme-Arthritis (5 %), Lyme-Karditis (<1 %)
3. spät: Herxheimer-Krankheit (1 %), späte Neuroborreliose, chronische Lyme-Arthritis

## Entdeckung, Namensgebung und Ursprung
Die Bezeichnung Lyme-Borreliose setzt sich zusammen aus dem Namen der US-amerikanischen Orte Lyme und Old Lyme, in denen das Krankheitsbild 1975 nach gehäuftem Auftreten von Gelenksentzündungen bei Kindern in Verbindung mit Zeckenstichen erstmals beschrieben wurde (anfangs wurde dies als juvenile rheumatoide Arthritis fehlgedeutet), und aus der Bezeichnung der Erregerfamilie, die nach dem französischen Bakteriologen Amédée Borrel benannt ist. Dem US-amerikanischen Bakteriologen Willy Burgdorfer gelang 1981 erstmals der Nachweis der neu entdeckten Borrelia-Art aus Zecken und 1982 ihre Anzucht. Ihm zu Ehren wurde diese Spezies Borrelia burgdorferi benannt.
Bei der DNA-Sequenzierung der 5300 Jahre alten Gletschermumie Ötzi wurde eine 60-prozentige Übereinstimmung mit dem Genom von Borrelia burgdorferi gefunden. Damit ist dies der älteste dokumentierte Borreliose-Fall in der Menschheitsgeschichte und der erste Nachweis in einem nicht mehr lebenden Individuum überhaupt.

## Erreger

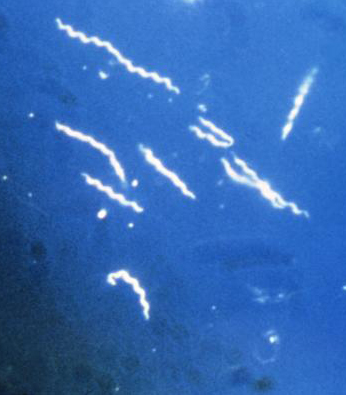
Borrelia burgdorferi, 400-fach vergrößert

Borrelien sind eine Gattung gramnegative, spiralförmige Bakterien und gehören zur Familie der Spirochaetaceae und der Klasse der Spirochäten.
Als Oberbegriff für die Arten, die die Lyme-Borreliose verursachen, wird der Begriff Borrelia burgdorferi sensu lato (Bbsl) verwendet. Es sind über 20 Spezies des Bbsl-Komplexes beschrieben, hiervon sind sechs humanpathogen: B. afzelii, B. garinii, B. bavariensis, B. mayonii, B. spielmanii und B. burgdorferi sensu stricto. Letzterer ist in den USA verbreitet; in Deutschland und weiteren europäischen Staaten die anderen Arten. Dies wird als Ursache unterschiedlicher Manifestationen in Europa und Amerika diskutiert.
Die Infektion mit Borrelia burgdorferi kommt bei Vögeln sowie bei verschiedenen Säugetieren, hauptsächlich Mäusen, vor. Diese sind Reservoir-Wirte, von denen die Infektion durch eine Schildzecke auf den Menschen übertragen wird.
Zudem gibt es weitere Borrelia-Arten, wie unter anderem B. recurrentis und B. hermsii als Erreger des Rückfallfiebers.

### Morphologische Veränderungen
In-vitro-Untersuchungen weisen darauf hin, dass Borrelien in der Lage sind, ihre ursprüngliche längliche Gestalt unter Stress in eine Kugelform umzuwandeln. Zudem zeigen entsprechende Studien, dass Borrelien auch noch in weiteren Formvarianten vorkommen können, die unter den Oberbegriffen L-Formen oder Sphaeroplasten zusammengefasst werden. Sphaeroplasten besitzen eine defizitäre Zellwand oder sind sogar zellwandlos (zystisch). Es gibt darüber hinaus Hinweise, dass diese Formen sowohl intrazellulär als auch extrazellulär vorkommen können und in der Lage sind, sich trotz ihrer zellwandlosen Form zu teilen und sich auch wieder in komplette Formen zurückzuentwickeln.
Mit dem Rasterkraftmikroskop wurde beobachtet, wie sich die Borrelien innerhalb weniger Tage zu symmetrischen Gebilden formieren und einen Biofilm bilden, der aus Extrazellulären polymeren Substanzen besteht. Unter den Erregern besteht eine chemische Kommunikation namens Quorum sensing, die maßgeblich zur Biofilmbildung beiträgt.
Möglicherweise können diese Varianten das körpereigene Immunsystem und die Wirkung von Antibiotika behindern.

## Verbreitung

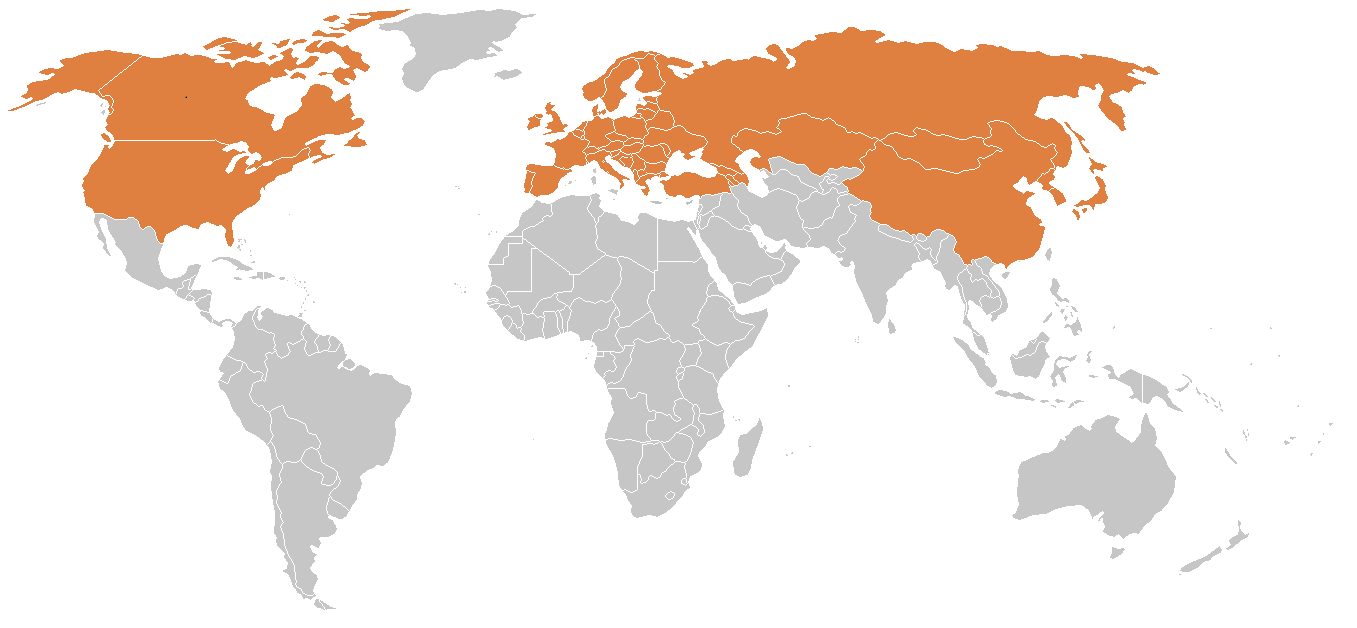
Länder mit berichteten Fällen

Lyme-Borreliose ist in der nördlichen Hemisphäre die häufigste von Schildzecken übertragene Erkrankung, in Deutschland vom Gemeinen Holzbock. Sie sind in ganz Deutschland Träger von Borrelien, allerdings mit kleinräumig starken Unterschieden. In Europa sind 3–38 % der Zecken betroffen, wobei adulte Zecken im Durchschnitt zu 20 %, Nymphen zu 10 % und Larven nur zu etwa 1 % infiziert sind. Nach einem Zeckenstich kommt es in 2,6–5,6 % der Fälle zu einer Infektion (d. h. nachweisbaren Antikörpern). In 0,3–1,4 % der Fälle kommt es zu einer Erkrankung.
Borreliose ist nicht in das Infektionsschutzgesetz aufgenommen. Es besteht jedoch eine auf landesrechtlicher Ebene geregelte Meldepflicht für Rheinland-Pfalz, das Saarland, Bayern sowie Berlin und die neuen Bundesländer. Schätzungen für die jährlichen Fallzahlen in Deutschland reichen von 60.000 bis über 200.000, damit liegt die Inzidenz bei 70-240 pro 100.000 Einwohner.
Für Österreich werden Inzidenzen zwischen 135 und 300 pro 100.000 Einwohner angegeben. In der Schweiz sind je nach Region 5 bis 30 % der Zecken mit Borrelien infiziert, jährlich erkranken etwa 10.000 Personen an einer Borreliose, damit liegt die Inzidenz bei ca. 110 pro 100.000 Personen.

## Übertragung

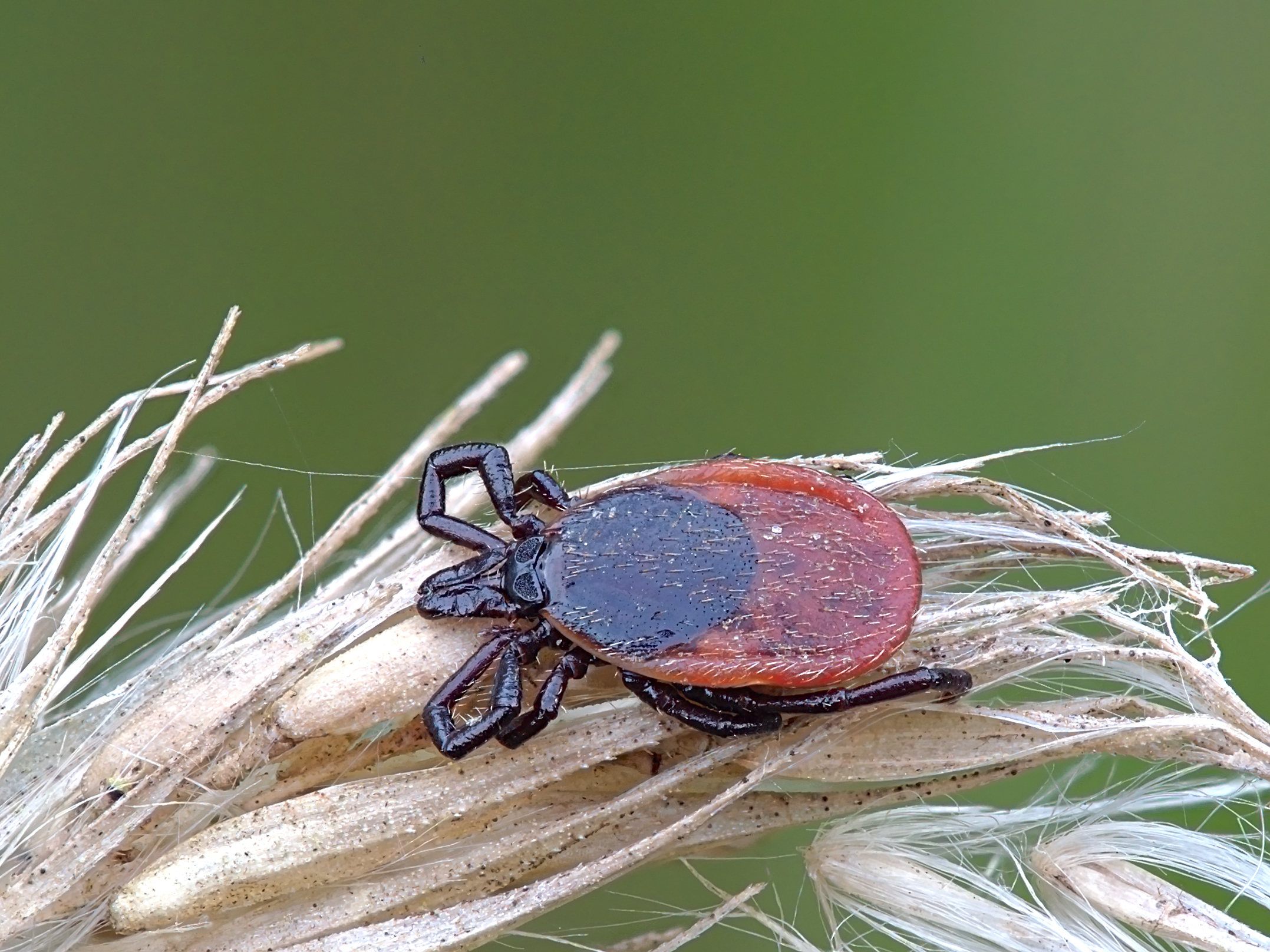
Ixodes ricinus – einer der Hauptüberträger von Borrelien

Überträger des Bakteriums sind in der Regel Zecken, die den Erreger einige Stunden nach dem Stich übertragen, nach verschiedenen Angaben innerhalb von 6 und 48 Stunden. Je länger eine mit Borrelien befallene Zecke gesaugt hat, umso höher ist das Risiko einer Übertragung. Ein Teil der Infektionen erfolgt aber auch durch unsachgemäßes Entfernen der Zecke, wenn sie gequetscht wird.
Die als Nymphen bezeichneten juvenilen Entwicklungsstadien der Zecken sind mit bloßem Auge kaum erkennbar. Da die Nymphen nach ihrer meist unbemerkten Blutmahlzeit von der Haut abfallen, weiß der Gestochene in diesem Fall nichts von einer möglichen Borreliose-Infektion und wird erst aufmerksam, wenn die Symptome auftreten.
Es besteht ein sehr geringes Risiko einer Übertragung des Erregers während der Schwangerschaft von der Mutter auf das Kind über die Plazenta. Einen sicheren Nachweis einer Erkrankung in der Gebärmutter gibt es nicht.
Lyme-Borreliose wird nicht von Mensch zu Mensch übertragen.

## Diagnose
Lyme-Borreliose ist bei der typischen Wanderröte eine rein klinische  Diagnose. In atypischen Verläufen und anderen Krankheitsausprägungen wird die Verdachtsdiagnose durch Labordiagnostik gestützt.
Eine sichere Diagnose kann oft anhand der Krankheitssymptome, des Krankheitsverlaufs, der Krankengeschichte und der serologischen Befunde sowie sorgfältiger Erhebung anamnestischer Daten sowie der ggf. aktuellen psycho-sozialen Situation gestellt werden. Bei hinreichendem Verdacht, aber unklaren Befunden wird manchmal versuchsweise eine Antibiotika-Behandlung durchgeführt. Allerdings besagt das Ansprechen auf die Antibiotikagaben nicht, dass eine aktive Lyme-Borreliose vorliegt, und umgekehrt belegt ein Nicht-Ansprechen nicht, dass die Krankheit ausgeheilt ist. Insbesondere die optimale Antibiotika-Behandlung des späten Stadiums ist unklar und deshalb strittig.
Nach einer durchgemachten Borreliose besteht keine Immunität.

### Klinische Symptomatik
Hautmanifestation: Eine Lyme-Borreliose tritt am häufigsten zuerst als Wanderröte von mindestens 5 cm Durchmesser um den Zeckenstich in Erscheinung. Davor liegen mindestens 3 symptomfreie Tage. Die Wanderröte kann atypisch verlaufen oder streuen. Dazu können verschiedene unspezifische Symptome auftreten.
Im späten Krankheits-Stadium kann die chronische Hautentzündung Akrodermatitis chronica atrophicans meistens an Armen und Beinen auftreten. In etwa der Hälfte der Fälle sind Gelenke und Nervengewebe der entsprechenden Stellen betroffen.
Neuroborreliose: Die neurologischen Fälle manifestieren sich im frühen Stadium, nach wenigen Wochen bis Monaten nach dem Zeckenbiss als Neuroborreliose. Selten entwickelt sie sich als späte Neuroborreliose über Monate oder Jahre.
Lyme-Arthritis: Hierbei sind insbesondere das Knie, das Sprunggelenk und der Ellenbogen betroffen.
Lyme-Karditis: Typischerweise Reizleitungsstörungen des Herzens oder Herzbeutelentzündung.

### Differenzialdiagnose
In Abhängigkeit vom Krankheitsstadium und Manifestation ist die Differenzialdiagnose weit gefächert.
Es empfiehlt sich, weitere durch Zecken übertragene Erkrankungen (FSME, Anaplasmosen, Rickettsiosen) sowie weitere Infektionen, wie Syphilis und Leptospirose auszuschließen. Die Lyme-Borreliose kann, ähnlich wie eine Syphilis, eine Vielzahl von Erkrankungen „imitieren“. Es ist bei einer neurologischen Beteiligung an andere Ursachen, insbesondere eine Infektion mit neurotropen (auf die Nerven wirkende) Viren und Bakterien zu denken. Wichtig ist bei neurologischen Beschwerden die zuverlässige Abgrenzung gegenüber einer multiplen Sklerose, da eine Behandlung mit immunsuppressiv wirkenden Medikamenten bei einer bakteriellen Infektion kontraindiziert ist. Bei Gelenkentzündungen kommen differentialdiagnostisch die aktivierte Arthrose, die rheumatoide Arthritis und andere Gelenkentzündungen in Frage.
Weitere wichtige Differenzialdiagnosen – insbesondere bei erfolgloser Therapie – sind Tumoren und andere Systemerkrankungen.

### Labordiagnose
Es gibt bisher keine allgemeingültige medizinisch-technische Untersuchung, die eine aktive Erkrankung sicher beweisen oder widerlegen kann. Deswegen muss immer das Krankheitsbild und der Krankheitsverlauf untersucht werden, und andere Ursachen müssen differentialdiagnostisch ausgeschlossen werden. Nach einer Infektion kann es zur Bildung von Antikörpern kommen, ohne dass sich gleichzeitig eine Krankheit entwickelt. Antikörper-Tests können noch Jahre nach einer unbemerkten oder ausgeheilten Lyme-Borreliose positiv sein, die Prävalenz steigt mit dem Alter auf über 20 %.
In der Borrelien-Serologie werden in der Routinediagnostik Antikörpertests eingesetzt. Bei der Untersuchung von Blutserum sind das zweistufige Tests: ein Suchtest und ein Bestätigungstest. Der Suchtest mit hoher Sensitivität erfolgt in der Regel über ELISA oder vergleichbare Methoden. Wenn er nicht negativ war, erfolgt als Bestätigungstest ein Immunoblot.  Solche Tests können nur die Antikörper messen, d. h. feststellen, ob ein Erregerkontakt stattgefunden hat, es ist damit jedoch nicht möglich festzustellen, ob es sich um eine akute oder ausgeheilte Infektion handelt. Deshalb ist es auch nicht möglich, aufgrund der serologischen Ergebnisse nach einer Behandlung mit Antibiotika festzustellen, ob diese wirksam war und die Borreliose nun ausgeheilt ist. Hinzu kommt, dass die einzelnen Testverfahren nicht standardisiert sind und eine unterschiedliche Spezifität und Sensitivität aufweisen.  In der Frühphase gibt es zudem, wie bei anderen Infektionskrankheiten auch, eine diagnostische Lücke, da es einige Zeit dauert, bis sich Antikörper bilden. Antikörper sind typischerweise 3 bis 6 Wochen nach Krankheitsbeginn nachweisbar. Die Tests sollen eine Zuverlässigkeit aufweisen, die mit einer Sensitivität von ca. 70 bis 80 % angegeben wird.
Ab dem frühen dissimierten Stadium liegt die Sensitivität der Antikörpertests bei etwa 70 bis >90 %. Bei einem Verdacht auf eine manchmal klinisch wenig spezifische Neuroborreliose ist in der Regel eine Liquoruntersuchung angezeigt, bei der durch Feststellung entzündlicher Liquorveränderungen und durch den Nachweis einer borrelienspezifischen intrathekalen Antikörpersynthese sich gegebenenfalls ein solcher bestätigen lässt. Allerdings kann es hierbei bei ca. 30 % zu falschen negativen Ergebnissen kommen. Im Frühstadium der Neuroborreliose ist oftmals noch keine Infektion mit Borrelien nachweisbar. Auch wenn lediglich eine Beteiligung peripherer Nerven vorliegt, kann die Liquordiagnostik negativ sein. Die Zuverlässigkeit der Liquordiagnostik ist auch von der Erfahrung des Labors, den zugrunde gelegten Kriterien für die Auswertung, der Präparationszuverlässigkeit sowie den verwendeten diagnostischen Verfahren abhängig. In Deutschland sind zahlreiche Borrelien-Serologien mit unterschiedlichen Antigenkompositionen auf dem Markt, die eine große Bandbreite hinsichtlich der Sensitivität und der Spezifität aufweisen. Deshalb kann es vorkommen, dass mit einem Test negative und mit einem anderen positive Ergebnisse festgestellt werden. Es besteht weder eine Genehmigungspflicht für die Borrelien-Serologie noch ist eine Teilnahme an Ringversuchen verpflichtend.
Der PCR-Nachweis stellt eine weitere Diagnosemethode dar, mit der eine aktive Lyme-Borreliose festgestellt werden kann. Hier wird aus dem Untersuchungsmaterial (Liquor und Biopsiematerial, vor allem Hautbiopsien) DNA aufgearbeitet und mittels der PCR-Reaktion ein borrelienspezifisches Fragment vervielfältigt (amplifiziert). Dieser Test weist je nach untersuchten Körpermaterialien eine unterschiedliche Spezifität auf. Die Sensitivität ist ebenfalls von den Körpermaterialien abhängig (Liquor bei einer akuten Neuroborreliose etwa 10 bis 30 %, Synovialflüssigkeit bei einer Erythema migrans zwischen 40 und 90 %). Wenn hier Kontaminationen sowie tote Erreger ausgeschlossen werden konnten, ist ein positives Ergebnis aus diesen Materialien ein Hinweis auf eine aktive Borreliose. Ein negatives Ergebnis schließt eine aktive Lyme-Borreliose deshalb nicht aus. Es sind verschiedene PCR-Verfahren auf dem Markt, die eine unterschiedliche Qualität aufweisen. Das Verfahren ist zeit- und arbeitsaufwändig, die Ergebnisse liegen erst nach mehreren Wochen vor.
Bei einem borreliosetypischen Krankheitszustand und -verlauf sollte, auch wenn entsprechende Tests negativ ausfallen, beim Ausschluss anderer Erkrankungen die Verdachtsdiagnose Lyme-Borreliose in Betracht gezogen werden. Deshalb gilt die Diagnose der Lyme-Borreliose unter einigen Ärzten auch als „Ausschlussdiagnose“.

## Krankheitsverlauf

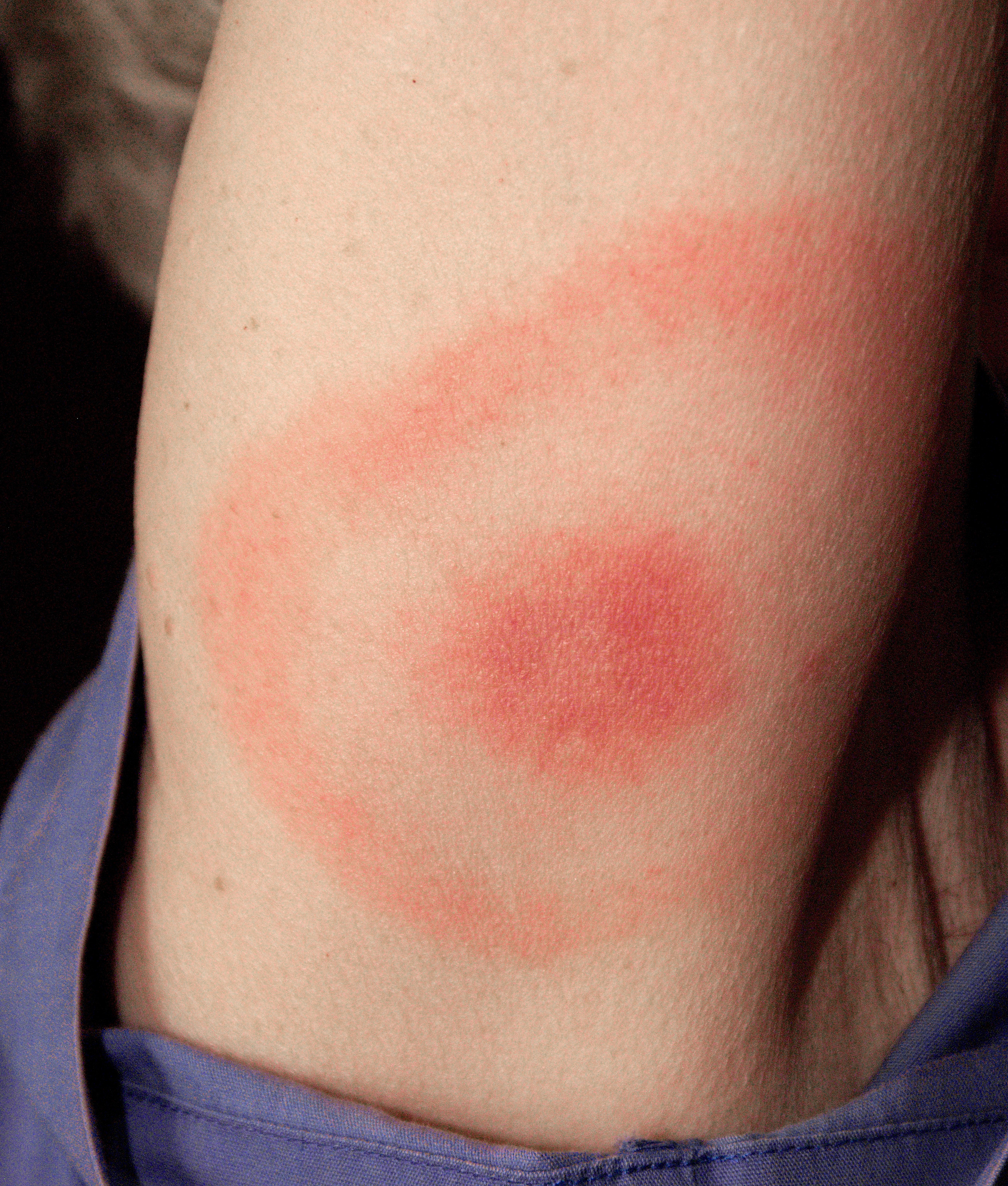
Erythema migrans als Folge eines Zeckenstiches mit Borrelioseinfektion. Das typische zielscheibenförmige Muster ist gut zu erkennen.

Bei der Lyme-Borreliose werden vereinfacht drei Stadien unterschieden. Es gibt eine Reihe von Symptomen, die für die einzelnen Stadien typisch sind. Begleitend kann eine Vielzahl von Beschwerden wie Müdigkeit, Kopfschmerzen, Fieber, Nackensteifigkeit, Sehbeschwerden, Schwindel, Übelkeit und Erbrechen auftreten.

### Frühstadium lokalisiert

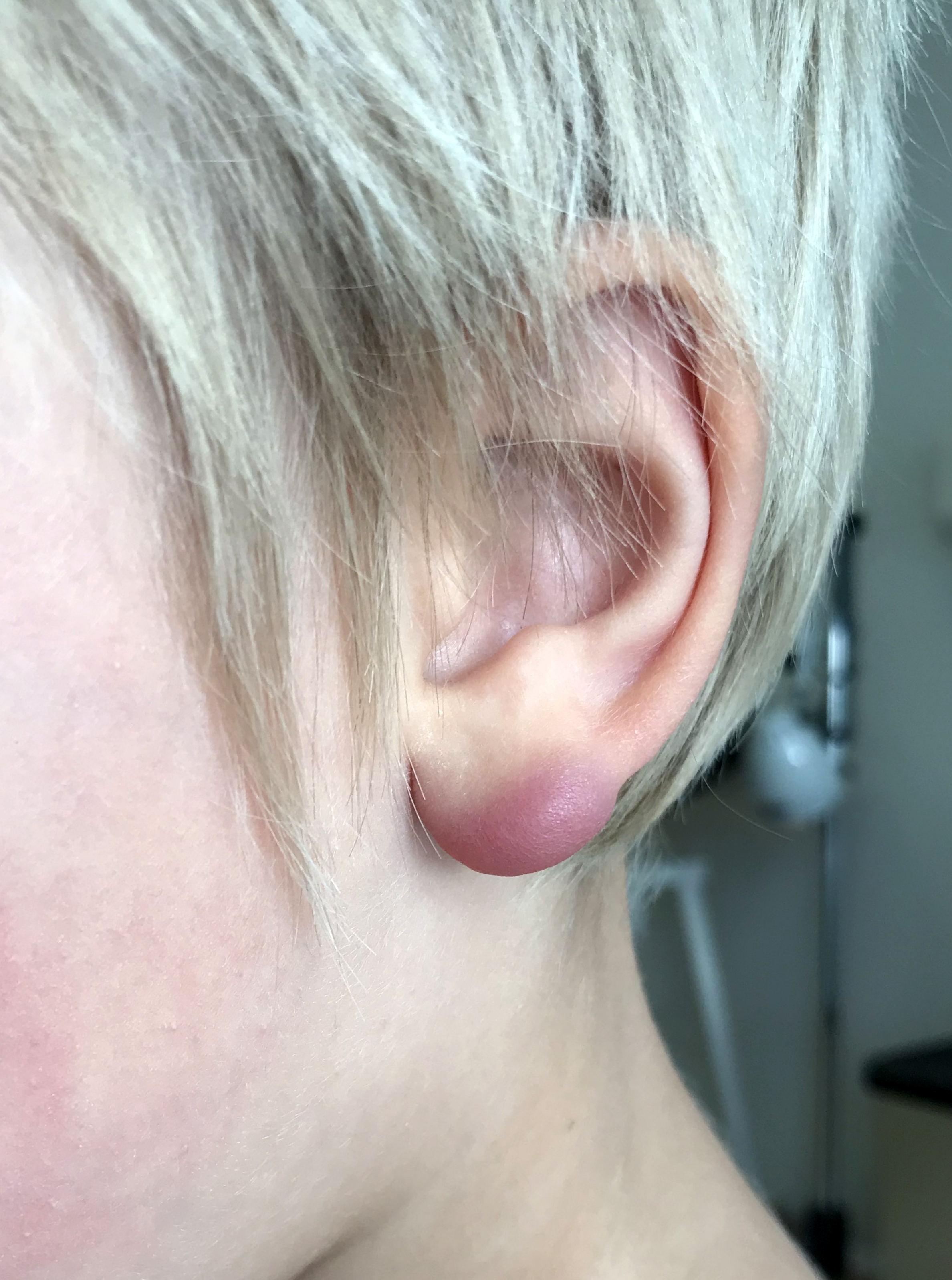
Borrelien-Lymphozytom bei einem Vierjährigen.

Ab Übertragung des Erregers kann es nach einer Inkubationszeit von 3–30 Tagen zu einer Lokalinfektion der Haut kommen, die mit einem charakteristischen Hautausschlag, der Wanderröte (Erythema migrans), einhergeht. Ein Fleck, typischerweise im Zentrum blasser als am Rand, weitet sich von der Einstichstelle der Zecke ausgehend in der Haut aus, der äußere helle rote Ring oder auch Doppelring wird größer und wandert so – daher der Name. Die Wanderröte kann jucken oder brennen, aber auch ohne Beschwerden auftreten. Prädilektionsstellen beim Erwachsenen sind die Achselhöhle, die Leiste und die Kniekehlen, beim Kind sind es der Kopf und der Nacken. Ferner kann es insbesondere bei Kindern zu einem Borrelien-Lymphozytom kommen.
Zusätzlich können Allgemeinsymptome wie Fieber, Kopfschmerzen und allgemeines Krankheitsgefühl mit Gliederschmerzen und Abgeschlagenheit auftreten. Das Erythema migrans ist ein eindeutiges Zeichen für eine Reaktion des Immunsystems auf Borrelien, allerdings tritt nicht in allen Fällen von Borreliose-Infektionen eine Wanderröte auf. Aus dem fehlenden Erscheinungsbild nach einem Zeckenstich darf deswegen nicht geschlossen werden, dass keine Borreliose-Infektion erfolgt sein könnte. Das Erythem verschwindet manchmal ohne Therapie, kann aber auch über Monate bestehen. Ein Rückgang des Erythema migrans ist kein Beleg für eine Heilung, da der Erreger gestreut haben könnte.
In diesem Stadium kann die Borreliose gut mit Antibiotika behandelt werden.

### Frühstadium, gestreut (dissemiert)
Nach etwa 4 bis 16 Wochen, nach anderen Quellen nach 20 bis 59 Tagen breiten sich die Erreger im ganzen Körper aus. Die Inkubations- und Latenzzeit kann auch länger sein. Das Immunsystem ist in diesem Stadium oft nicht mehr in der Lage, die Infektion zu bewältigen. Es wird vermutet, dass sich Borrelien kurz im Blutkreislauf aufhalten, aber auch ins Bindegewebe übergehen können. Der Patient leidet dann an grippeähnlichen Symptomen wie Fieber und Kopfschmerzen, was die Erkennung der Krankheit erschwert. Charakteristisch sind starke Schweißausbrüche. Durch die Ausbreitung im Körper kann es zu einem Befall der Organe, der Gelenke und Muskeln sowie des zentralen und peripheren Nervensystems kommen. Leitsymptome in diesem Stadium sind oftmals das Bannwarth-Syndrom mit starken radikulitischen Schmerzen und einer Fazialisparese, die sich in einer Lähmung der mimischen Gesichtsmuskulatur zeigt, meist wirkt das Gesicht einseitig „schief“. Außerdem zeigen sich reaktiv benigne Hyperplasien lymphatischer Zellen, die in Form von Schwellungen vor allem im Bereich der Ohrläppchen sichtbar sind und als Lymphadenosis cutis benigna bezeichnet werden. Typisch sind auch von Gelenk zu Gelenk springende Arthritiden und Myalgien. Weiterhin kann es zu Störungen des Tastsinns, zu Sehstörungen und zu Herzproblemen, wie Sinustachykardien und Karditis, kommen, was sich manchmal durch Herzklopfen und hohen Blutdruck sowie Pulsbeschleunigung bemerkbar macht, ebenso AV-Blocks und selten einer Myoperikarditis mit diversen Begleiterscheinungen.
Eine Neuroborreliose tritt bei etwa 3 % der Krankheitsfälle wenige Wochen bis einige Monate nach dem Zeckenstich auf. Es kann zu vielfältigen Erkrankungen der peripheren Nerven führen. In aller Regel tritt sie in der frühen Erkrankungsphase auf (bis etwa 10 Wochen), in der noch keine Antikörper gebildet wurden. Deshalb müssen in diesem Stadium ausreichend Antibiotika gegeben werden. Erschwert wird die Diagnostik dadurch, dass oft keine intrathekal gebildeten Antikörper gefunden werden. Stattdessen ist von einem erhöhten Albumin- und Protein-Wert im Liquor auszugehen. Die Wahl des Antibiotikums richtet sich nach dem Befall und der Erkrankungsform. Wenn die Lyme-Borreliose nicht rechtzeitig und ausreichend mit Antibiotika therapiert wird, so kann die Erkrankung fortschreiten und zu bleibenden Organschäden führen.

### Spätstadium (Spätmanifestation) / Post-treatment Lyme disease syndrome (PTLDS)
Nach mehreren Monaten bis Jahren können Infizierte, die nicht oder nicht ausreichend behandelt wurden, schwere und chronische Symptome entwickeln. Monate-, aber auch jahrelange symptomfreie Latenzzeiten mit anschließendem Wiederaufflackern der Erkrankung sind möglich. So tritt die Akrodermatitis chronica atrophicans Herxheimer (ACA) oft erst nach Jahren auf. Es kann auch zu einer chronischen rezidivierenden Lyme-Arthritis mit vielfältigen Krankheitsbildern kommen oder auch zu einem Befall des zentralen und peripheren Nervensystems (Neuroborreliose) mit Polyneuropathie, Borrelien-Meningitis, Enzephalomyelitis oder einer Enzephalitis. Ebenso sind chronische Erkrankungen der Sinnesorgane und der Gelenke und Muskeln möglich. Die chronischen Erkrankungen der Gelenke werden Lyme-Arthritis genannt. Es kann aber auch zu einer entzündlichen Bursitis kommen. Die unterschiedlichen Erreger scheinen verschiedene Krankheitsbilder auszulösen: Während bei einem Teil der Patienten fast nur die Gelenke betroffen sind, kommt es bei anderen hauptsächlich zu neurologischen Störungen. Erkrankungen der Sinnesorgane und des Herzens treten meist nicht isoliert, sondern in Verbindung mit einer Neuroborreliose oder Lyme-Arthritis auf. Mischformen sind möglich.
Die Lyme-Borreliose im Spätstadium, auch chronische Borreliose genannt, ist als Krankheit definiert und in der Literatur präzise dargestellt. Auch wenn im Tierversuch nach einer vierwöchigen Antibiose noch Erreger in Blut und Serum gefunden wurden, beweist ihr Vorhandensein kein anhaltendes Infektionsgeschehen. Das Vorhandensein der Bakterien im Spätstadium, wie in Einzelfällen bei Betroffenen zum Beispiel durch die PCR-Methode nachweisbar, beweist nicht, dass diese auch die Ursache der Spätmanifestation sind. Ungeklärt bleibt, ob sich die Symptome in diesem Stadium ursächlich auf die Erreger zurückführen lassen, oder ob bleibende Organschäden oder ein durch die Infektion ausgelöster Autoimmunprozess (postinfektiöse Autoimmunerkrankung) verantwortlich sind.
In diesem Stadium kommt es häufig zu Myalgien (Muskelschmerzen) und Arthralgien (Gelenkschmerzen), die mit einer Fibromyalgie (chronische Schmerzerkrankung) verwechselt werden können. Ähnliche Symptome werden auch teilweise nach einer Antibiotikabehandlung beschrieben. Die häufigsten Fehldiagnosen bei einer Lyme-Borreliose sind multiple Sklerose, Fibromyalgie und Myalgische Enzephalomyelitis/Chronisches Fatigue-Syndrom (ME/CFS). Dabei kann eine sorgfältige Differentialdiagnose solche Fehldiagnosen zumeist vermeiden. Oftmals wird die Ursache auch in Depressionen, psychosomatischen Erkrankungen oder gar Hypochondrie gesehen.

## Therapie

### Frühstadium
Da gerade im Frühstadium außer der Wanderröte kein sicherer Krankheitsnachweis möglich ist, stellt sich beim Auftreten grippeähnlicher Symptome oder von Gelenkschmerzen kurz nach einem Zeckenstich die Frage einer Güterabwägung zwischen den Risiken und Nebenwirkungen einer auf Verdacht durchgeführten Antibiotikatherapie zu einer möglichen Spätmanifestation. Eine prophylaktische Antibiotikatherapie wird nicht empfohlen.
Im Frühstadium der Infektion (lokalisierte Infektion, Erythema migrans, regionale Lymphadenopathie, frühe Neuroborreliose) sind Tetracycline wie Doxycyclin wegen der Zellgängigkeit und ihrer Wirksamkeit gegen andere, ebenfalls durch Zeckenstiche übertragene Erreger das Mittel der Wahl.
Manche Quellen zitierten 95 % „folgenloser“ Ausheilung von Neuroborreliose bezogen auf die Patienten mit akuter Neuroborreliose, die nach einem Jahr beschwerdefrei waren.

### Spätstadium
Mikrobiologische Untersuchungen weisen auf verschiedene Erschwernisse bei der antibiotischen Behandlung der Lyme-Borreliose im Spätstadium hin: die Bildung zystischer Formen, die Bildung eines sogenannten Biofilms, einer Erregerkolonie, die von extrazellulären polymeren Substanzen umgeben ist, die Antibiotika hindern einzudringen, sowie der intrazelluläre Aufenthalt und die Tatsache, dass sich ein beachtlicher Anteil der Erreger im ZNS aufhält. Insofern ist fraglich, ob Antibiotika im Spätstadium noch eine Erregereliminierung erreichen können.
Im Spätstadium finden die gleichen Antibiotika Verwendung wie im Frühstadium. Die Verabreichungsform und Länge der Antibiotikatherapie richtet sich nach dem Krankheitsstadium, aber insbesondere nach der Krankheitsmanifestation. Der Therapieerfolg ist allerdings geringer als im Frühstadium. Es wird empfohlen, die Symptome oder Defizite gesondert zu therapieren. Verschlechtert sich der Zustand, sollte interdisziplinär eine Differenzialdiagnose erfolgen.
Bei chronischer Neuroborreliose betrug der Anteil „folgenloser“ Ausheilung 66 % (Stand 2004).

## Leitlinien
In Deutschland existieren zwei AWMF-Leitlinien zur Diagnostik und Therapie von verschiedenen Manifestationen der Infektion: Die S2k-Leitlinien der Deutschen Dermatologischen Gesellschaft primär zur Kutanen Lyme-Borreliose sowie die S3-Leitlinie der Deutschen Gesellschaft für Neurologie zur Neuroborreliose. An deren Ausarbeitung sind jeweils zahlreiche Fachgesellschaften und Organisationen beteiligt.
Zudem veröffentlicht das RKI einen Ratgeber.
Außerdem existiert in den USA die IDSA-2020-Leitlinie von der „Infectious Diseases Society of America“. Daneben existiert eine weitere Leitlinie der International Lyme and Associated Diseases Society (ILADS-Leitlinien) welche seit 2015 in der amerikanischen National Guideline Clearinghouse Website aufgelistet ist und in der Praxis Anwendung findet.

### Alternative Therapieempfehlung
Der Verein „Deutsche Borreliose Gesellschaft“ (DBG) stellt seit 2011 eine umstrittene Therapieempfehlung unter dem Namen „Leitlinie“ zur Verfügung, die aber nicht im Konsens mit den Fachgesellschaften erstellt wurde. Die Empfehlungen zur Diagnostik und Antibiotika-Behandlung weichen von denen der AWMF erheblich ab, obwohl die DBG an der Erarbeitung beider AWMF-Leitlinien beteiligt war. Die DBG-Veröffentlichung entspricht nicht dem wissenschaftlichen Konsens.

### Kontroversen
Im Spätstadium können neben den Leitsymptomen Beschwerden auftreten, die sich auch nach einer Antibiotikatherapie nicht zurückbilden (Post-treatment Lyme disease syndrome, PTLDS). Die Symptomatik besteht aus Müdigkeit, Abgeschlagenheit und Muskel- und Gelenkschmerzen. Die Ursache ist nicht geklärt. Dass Borrelien im Spätstadium ursächlich für die Beschwerden sind, ist wissenschaftlich nicht belegt. Die hohe Versagerquote bei der Antibiotikatherapie im Spätstadium spricht gegen die These, dass ein infektiöses Geschehen vorliegt.
Es werden postinfektiöse Prozesse und Organschädigungen aufgrund eines länger bestehenden Infektionsgeschehens als Ursache einer nicht anschlagenden Antibiose diskutiert. Chronische Beschwerden nach einer nachgewiesenen Lyme-Borreliose werden als chronische Borreliose oder Borreliose im Spätstadium bezeichnet. Es ist ebenfalls die Bezeichnung „Post-Lyme Syndrom“ üblich, die meint, dass die Krankheitssymptome nicht ursächlich durch Borrelien ausgelöst würden. Es wird diskutiert, ob es sich bei der Spätmanifestation der Lyme-Borreliose um eine Autoimmunerkrankung handelt, die ursprünglich durch ein infektiöses Geschehen ausgelöst wurde. Die Bakterien verursachen demnach im Frühstadium Entzündungen, die sich durch autoreaktive Prozesse verselbstständigen bzw. chronifizieren und zu immer weitergehenden Beschwerden und Schädigungen führen.
Die S3-Leitlinie der Deutschen Gesellschaft für Neurologie (DGN) wurde Anfang 2018 von der mitbeteiligten Deutschen Borreliose Gesellschaft (DBG) und der Patientenorganisation Borreliose und FSME Bund Deutschland (BFBD) über eine einstweilige Verfügung gestoppt. Die DGN wollte deren Dissenshinweise nur im anhängenden Leitlinienreport aufnehmen, während die beiden Verbände eine Aufnahme in den Leitlinientext forderten. Nach Entscheidung des Gerichts wurde im März 2018 die einstweilige Verfügung aufgehoben und die Leitlinie konnte in ihrer ursprünglichen Form in Kraft gesetzt werden.

## Immunisierung
In den USA wurde 1998 ein Impfstoff zugelassen, den der Hersteller SmithKline Beecham (heute GSK) unter dem Markennamen „LYMErix“ auf den Markt brachte. Bis zur Einstellung des Verkaufs im Jahr 2002 wurden ca. 1,5 Millionen Dosen des Impfstoffs verabreicht. Im Laufe der Zeit wurden 170 Fälle von Gelenkentzündungen gemeldet. Es kam zu Klagen gegen den Hersteller, als deren Resultat nahm der Hersteller den Impfstoff vom Markt. Untersuchungen der FDA und anderen Organisationen konnten einen kausalen Zusammenhang zwischen den Nebenwirkungen und den Impfungen nicht zeigen.
Derzeit (2022) ist der Impfstoffkandidat VLA15 von Valneva/Pfizer in klinischer Erprobung (Phase 3). Im Erfolgsfall soll 2026 ein Zulassungsantrag gestellt werden.
In der Tiermedizin kann zum Schutz vor der Lyme-Borreliose beim Hund auch in Deutschland eine Impfung durchgeführt werden, es sind drei Impfstoffe zugelassen (Stand 2022): Merilym 3 (Boehringer Ingelheim Vetmedica GmbH), RIVAC Borrelia (Ecuphar), sowie Virbagen canis B (Virbac Tierarzneimittel GmbH). In den USA ist ferner Nobivac Lyme von MSD verfügbar, der sich gegen OspC richtet. Seit 2015 ist ein für Pferde zugelassener Impfstoff auf dem Markt.